# Drymonia strigosa
Drymonia strigosa är en tvåhjärtbladig växtart som först beskrevs av Oerst., och fick sitt nu gällande namn av Wiehler. Drymonia strigosa ingår i släktet Drymonia och familjen Gesneriaceae. Inga underarter finns listade i Catalogue of Life.